# 青森県道30号岩木山環状線
青森県道30号岩木山環状線（あおもりけんどう30ごう いわきさんかんじょうせん）は青森県西津軽郡鰺ヶ沢町から弘前市に至る県道（主要地方道）である。

## 概要
西津軽郡鰺ヶ沢町芦萢町で青森県道3号弘前岳鰺ケ沢線から東へ分岐し、岩木山の北部と西部を時計回りに通り、再び弘前市百沢で青森県道3号弘前岳鰺ケ沢線に接続する路線である。岩木山の南側を通る青森県道3号弘前岳鰺ケ沢線と合わせて岩木山を一周する環状道路を形成する。
百沢から鰺ヶ沢町長平の長平青少年旅行村付近までは見通しのよい整備された道路となっている。一方で長平から一本杉の間は舗装されているが、狭隘な九十九折の山岳道路となっており、この区間のみ冬季閉鎖される。なお、冬季閉鎖期間は、鯵ヶ沢町道中村長平線経由で青森県道3号弘前岳鯵ヶ沢線に廻る。

### 路線データ
- 起点 : 西津軽郡鯵ケ沢町大字芦萢町（青森県道3号弘前岳鰺ケ沢線交点）[3]
- 終点 : 弘前市大字百沢（青森県道3号弘前岳鰺ケ沢線交点）[3]
- 冬期交通規制区間 : 鯵ヶ沢町芦萢町一本杉 - 鯵ヶ沢町長平町

## 歴史
- 1972年（昭和47年）7月15日 - 県道に認定される[3]。
- 1993年（平成5年）5月11日 - 建設省により県道芦萢長平町岩木線が主要地方道岩木山環状線に指定される[4]。
- 時期不詳 - 県道の路線名が芦萢長平町岩木線から岩木山環状線にへ変更される。

## 地理

### 通過する自治体
- 西津軽郡鰺ヶ沢町
- 弘前市

### 交差する道路
- 青森県道3号弘前岳鰺ケ沢線（起点）
- 青森県道39号長平町森田線
- 青森県道3号弘前岳鰺ケ沢線（終点）

### 沿線の施設など
- 青森スプリング・ゴルフクラブ
- 青森スプリング・スキーリゾート
- 青森県立弘前第二養護学校
- 弘前市立弥生小学校跡（2014年3月末閉校）